# نو داوت
نو داوت (بالإنجليزية: No Doubt)‏ هي فرقة روك أمريكية تأسست في عام 1986 في مدينة آناهايم في ولاية كاليفورنيا. تتكون الفرقة من المغنية غوين ستيفاني والموسيقيين توم دومونت (على الغيتار والكيبورد) وتوني كانال (على الباس) وأدريان يونج (على الدرامز).
اشتهرت فرقة نو داوت في التسعينيات بأغاني البوب الروك، وحققت نجاحاً كبيراً بفضل ألبومها الثالث "Tragic Kingdom" الذي صدر في عام 1995 والذي بيع منه أكثر من 16 مليون نسخة حول العالم. ومن أشهر أغاني الفرقة "Don't Speak" و"Spiderwebs" و"Just a Girl" و"Hella Good" وغيرها.